# Chỉ số thông thạo Anh ngữ EF
- Trên 600 (Rất cao)
- 599 – 575 (Cao)
- 574 – 550 (Cao)
- 549 – 525 (Trung bình)
- 524 – 500 (Trung bình)
- 499 – 475 (Thấp)
- 474 – 450 (Thấp)
- 449 – 425 (Rất thấp)
- 424 – 400 (Rất thấp)
- below 400 (Rất thấp)
- Không có dữ liệu hoặc dùng tiếng Anh là ngôn ngữ chính thức

Bản đồ thể hiện chỉ số thông thạo Anh ngữ EF.

Danh sách chỉ số thông thạo Anh ngữ của EF (EF EPI) là danh sách xếp hạng các quốc gia theo trình độ kỹ năng Anh ngữ trung bình dựa trên những người đã tham gia kiểm tra EF. Các chỉ số dựa trên dữ liệu từ một cuộc khảo sát, không phải trên một mô hình lấy mẫu đại diện.
Là sản phẩm của EF Education First, một công ty giáo dục quốc tế, và kết luận các chỉ số được rút ra dựa trên dữ liệu lấy được từ những bài kiểm tra tiếng Anh có sẵn trên internet. Danh sách là một cuộc khảo sát trực tuyến (online) công khai đầu tiên năm 2012 dựa trên dữ liệu kiểm tra của 1,7 triệu người thi.

## Phương pháp tính toán
Danh sách EF EPI hiện tại được tính bằng cách sử dụng dữ liệu các bài thi của hai triệu người thi năm 2020 (người tham dự kì thi được tự chọn). Các bài kiểm tra được sử dụng bởi công ty chủ yếu cho mục đích tiếp thị. 112 quốc gia và vùng lãnh thổ đã được xuất hiện trong lần thi mới nhất. Để được liệt kê vào danh sách, mỗi quốc gia phải có ít nhất 400 người tham gia.

## Tìm kiếm
Báo cáo bao gồm một bảng xếp hạng quốc gia, một vài trang phân tích với các đồ thị tương quan các yếu tố kinh tế xã hội khác với trình độ tiếng Anh và phân tích từng khu vực hoặc châu lục. Trang web hiển thị các phần của báo cáo và phân tích kỹ năng tiếng Anh ở nhiều quốc gia và vùng lãnh thổ.

### Kết luận
1. Xuất khẩu bình quân đầu người, tổng thu nhập quốc dân bình quân đầu người và sự đổi mới có sự tương quan tích cực với trình độ tiếng Anh.  [5]
2. Trình độ tiếng Anh đang phát triển ở các mức độ khác nhau theo từng quốc gia trên thế giới, bao gồm một số quốc gia có kỹ năng tiếng Anh giảm.[6]

1. Châu Âu có kĩ năng nói tiếng Anh tốt nhất, còn vùng Trung Đông được cho là tệ nhất.[7]
2. Phụ nữ nói tiếng Anh tốt hơn đàn ông.[8]

## Xếp hạng
Dưới đây là điểm số EF mới nhất cho mỗi quốc gia, mức độ thành thạo và thứ hạng như được công bố vào năm 2022.
| Xếp hạng | Quốc gia               | Điểm số | Đánh giá   |
| -------- | ---------------------- | ------- | ---------- |
| 1        | Hà Lan                 | 661     | Rất cao    |
| 2        | Singapore              | 642     | Rất cao    |
| 3        | Úc                     | 628     | Rất cao    |
| 4        | Na Uy                  | 627     | Rất cao    |
| 5        | Đan Mạch               | 625     | Rất cao    |
| 6        | Bỉ                     | 620     | Rất cao    |
| 7        | Thụy Điển              | 618     | Rất cao    |
| 8        | Phần Lan               | 615     | Rất cao    |
| 9        | Bồ Đào Nha             | 614     | Rất cao    |
| 10       | Đức                    | 613     | Rất cao    |
| 11       | Croatia                | 612     | Rất cao    |
| 12       | Nam Phi                | 609     | Rất cao    |
| 13       | Ba Lan                 | 600     | Rất cao    |
| 14       | Hy Lạp                 | 598     | Cao        |
| 15       | Slovakia               | 597     | Cao        |
| 16       | Luxembourg             | 596     | Cao        |
| 17       | România                | 595     | Cao        |
| 18       | Hungary                | 590     | Cao        |
| 19       | Litva                  | 589     | Cao        |
| 20       | Kenya                  | 582     | Cao        |
| 21       | Bulgaria               | 581     | Cao        |
| 22       | Philippines            | 578     | Cao        |
| 23       | Cộng hòa Séc           | 575     | Cao        |
| 24       | Malaysia               | 574     | Cao        |
| 25       | Latvia                 | 571     | Cao        |
| 26       | Estonia                | 570     | Cao        |
| 27       | Serbia                 | 567     | Cao        |
| 28       | Nigeria                | 564     | Cao        |
| 29       | Thụy Sỹ                | 563     | Cao        |
| 30       | Argentina              | 562     | Cao        |
| 31       | Hồng Kông              | 561     | Cao        |
| 32       | Ý                      | 548     | Trung bình |
| 33       | Tây Ban Nha            | 545     | Trung bình |
| 34       | Pháp                   | 541     | Trung bình |
| 35       | Ukraina                | 539     | Trung bình |
| 36       | Hàn Quốc               | 537     | Trung bình |
| 37       | Costa Rica             | 536     | Trung bình |
| 38       | Cuba                   | 535     | Trung bình |
| 39       | Belarus                | 533     | Trung bình |
| 40       | Nga                    | 530     | Trung bình |
| 41       | Ghana                  | 529     | Trung bình |
| 42       | Moldova                | 528     | Trung bình |
| 43       | Paraguay               | 526     | Trung bình |
| 44       | Bolivia                | 525     | Trung bình |
| 45       | Chile                  | 524     | Trung bình |
| 45       | Gruzia                 | 524     | Trung bình |
| 47       | Albania                | 523     | Trung bình |
| 48       | Honduras               | 522     | Trung bình |
| 49       | Uruguay                | 521     | Trung bình |
| 50       | El Salvador            | 519     | Trung bình |
| 51       | Peru                   | 517     | Trung bình |
| 52       | Ấn Độ                  | 516     | Trung bình |
| 53       | Cộng hòa Dominican     | 514     | Trung bình |
| 54       | Liban                  | 513     | Trung bình |
| 55       | Uganda                 | 512     | Trung bình |
| 56       | Tunisia                | 511     | Trung bình |
| 57       | Armenia                | 506     | Trung bình |
| 58       | Brazil                 | 505     | Trung bình |
| 58       | Guatemala              | 505     | Trung bình |
| 60       | Việt Nam               | 502     | Trung bình |
| 61       | Nicaragua              | 499     | Thấp       |
| 62       | Trung Quốc             | 498     | Thấp       |
| 63       | Tanzania               | 496     | Thấp       |
| 64       | Thổ Nhĩ Kỳ             | 495     | Thấp       |
| 65       | Nepal                  | 494     | Thấp       |
| 66       | Bangladesh             | 493     | Thấp       |
| 67       | Venezuela              | 492     | Thấp       |
| 68       | Ethiopia               | 490     | Thấp       |
| 69       | Iran                   | 489     | Thấp       |
| 70       | Pakistan               | 488     | Thấp       |
| 71       | Sri Lanka              | 487     | Thấp       |
| 72       | Mông Cổ                | 485     | Thấp       |
| 73       | Qatar                  | 484     | Thấp       |
| 74       | Israel                 | 483     | Thấp       |
| 75       | Panama                 | 482     | Thấp       |
| 76       | Maroc                  | 478     | Thấp       |
| 77       | Colombia               | 477     | Thấp       |
| 78       | Algeria                | 476     | Thấp       |
| 78       | UAE                    | 476     | Thấp       |
| 80       | Nhật Bản               | 475     | Thấp       |
| 81       | Indonesia              | 469     | Thấp       |
| 82       | Ecuador                | 466     | Thấp       |
| 83       | Syria                  | 461     | Thấp       |
| 84       | Kuwait                 | 459     | Thấp       |
| 85       | Ai Cập                 | 454     | Thấp       |
| 86       | Mozambique             | 453     | Thấp       |
| 87       | Afghanistan            | 450     | Thấp       |
| 88       | Mexico                 | 447     | Rất thấp   |
| 89       | Uzbekistan             | 446     | Rất thấp   |
| 90       | Jordan                 | 443     | Rất thấp   |
| 91       | Kyrgyzstan             | 442     | Rất thấp   |
| 92       | Azerbaijan             | 440     | Rất thấp   |
| 93       | Myanmar                | 437     | Rất thấp   |
| 94       | Campuchia              | 434     | Rất thấp   |
| 95       | Sudan                  | 426     | Rất thấp   |
| 96       | Cameroon               | 425     | Rất thấp   |
| 97       | Thái Lan               | 423     | Rất thấp   |
| 98       | Haiti                  | 421     | Rất thấp   |
| 99       | Kazakhstan             | 420     | Rất thấp   |
| 100      | Somalia                | 414     | Rất thấp   |
| 101      | Oman                   | 412     | Rất thấp   |
| 102      | Saudi Arabia           | 406     | Rất thấp   |
| 103      | Iraq                   | 404     | Rất thấp   |
| 104      | Bờ Biển Ngà            | 403     | Rất thấp   |
| 105      | Angola                 | 402     | Rất thấp   |
| 106      | Tajikistan             | 397     | Rất thấp   |
| 107      | Rwanda                 | 392     | Rất thấp   |
| 108      | Libya                  | 390     | Rất thấp   |
| 109      | Yemen                  | 370     | Rất thấp   |
| 110      | Cộng hòa Dân chủ Congo | 367     | Rất thấp   |
| 111      | Lào                    | 364     | Rất thấp   |

## Phê bình
Danh sách chỉ số thông thạo Anh ngữ EF được đánh giá là thiếu sự lấy mẫu đại diện tại mỗi quốc gia. 